# روز همگانی تصویر کشیدن از محمد

کاریکاتور، "روز همگانی تصویر کشیدن از محمد!"

روز همگانی تصویر کشیدن از محمد (به انگلیسی: Everybody Draw Mohammed Day) مناسبتی بود در ۲۰ مه ۲۰۱۰ برای حمایت از آزادی بیان و مخالفت با افرادی که هنرمندان را به جرم به تصویر کشیدن محمد، پیامبر اسلام، تهدید به خشونت می‌کنند. این مناسبت در اعتراض با سانسور یکی از سری برنامه‌های کارتون ساوت پارک "۲۰۱"، به وسیله توزیع کننده‌اش کمدی سنترال، در جواب به تهدید به مرگ‌های افراد مسئول این سری به وسیله مسلمانان آغاز شد.
کاریکاتوریست آمریکایی، مولی نوریس، این مناسبت هنری را برای اعتراض به تهدید به مرگ شدن کاریکاتوریست‌هایی که محمد را در کارتون ساوت پارک به تصویر کشیدند برگزار کرد. به تصویر کشیدن محمد به وسیله چند حدیث در دین اسلام ممنوع است، ولی در قرآن اشاره‌ای به این موضوع نشده‌است.
مولی نوریس گفت در صورتی که مشارکت کنندگان تصویر محمد را بکشند، تروریست‌های مسلمان قادر به قتل رساندن همه آنها نیستند و تهدیدهای آنها عملی نیست. این ایده در فیسبوک منتشر شد و در وبلاگ‌ها به سرعت انتشار یافت. در فیسبوک صفحه‌ای با نام «روز همگانی تصویر کشیدن از محمد» ایجاد شد که بیش از ۱۰۰٬۰۰۰ طرفدار پیدا کرد. صفحه‌ای به اعتراض با این اقدام با نام «مخالف روز همگانی تصویر کشیدن از محمد» نیز ایجاد گردید که حمایت کننده‌های بیشتری (۱۰۶٬۰۰۰ تا ۲۰ مه) پیدا کرد. فیس‌بوک به‌طور موقت در پاکستان مسدود شد، ولی با موافقت فیس‌بوک با فیلتر کردن این صفحه برای پاکستان و هند این بلاک برداشته شد.

## نگارخانه
- ویدئویی از یک پدیدآورندهٔ گمنام در حال ترسیم محمد.

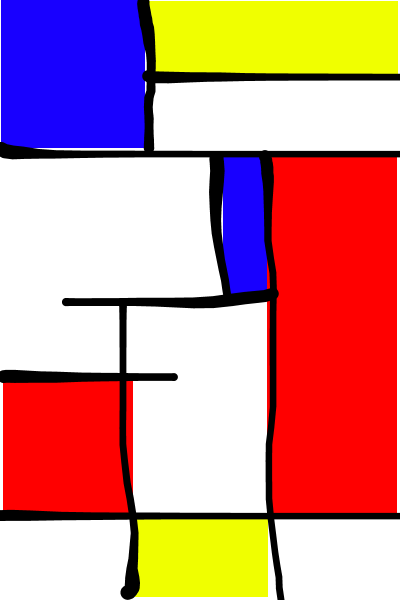
"محمد (به سبک موندریان)"
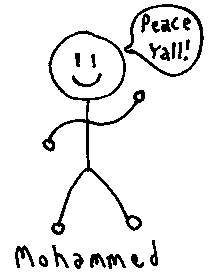
محمد در قالب یک شخصیت ترکه‌ای که صلح را توصیه می‌کند.
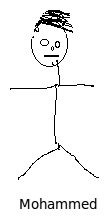
تصویری از محمد در قالب یک شخصیت ترکه‌ای توسط پدیدآورندهٔ گمنام از نیو پورت ریچی، فلوریدا.
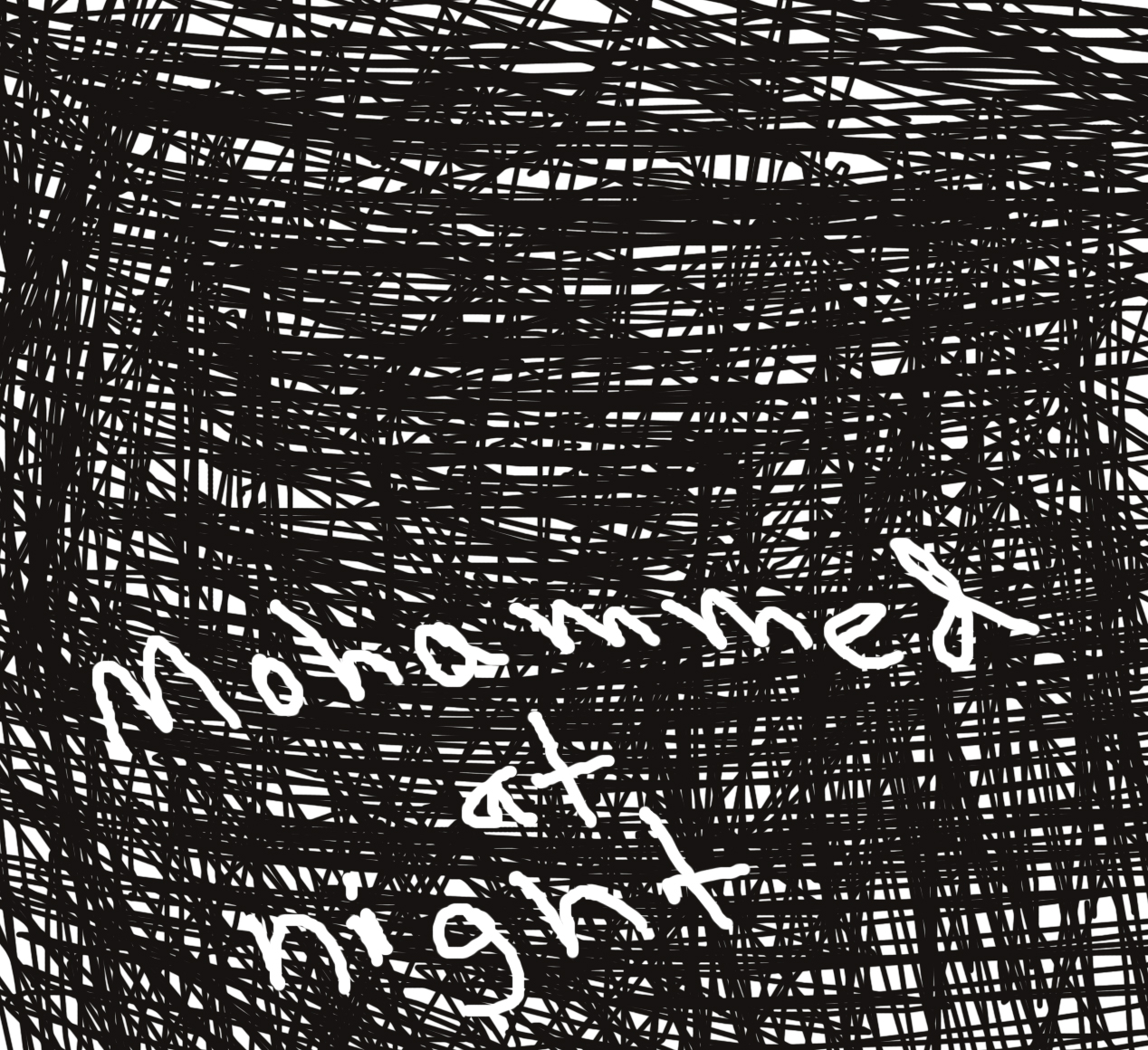
"محمد در شب"
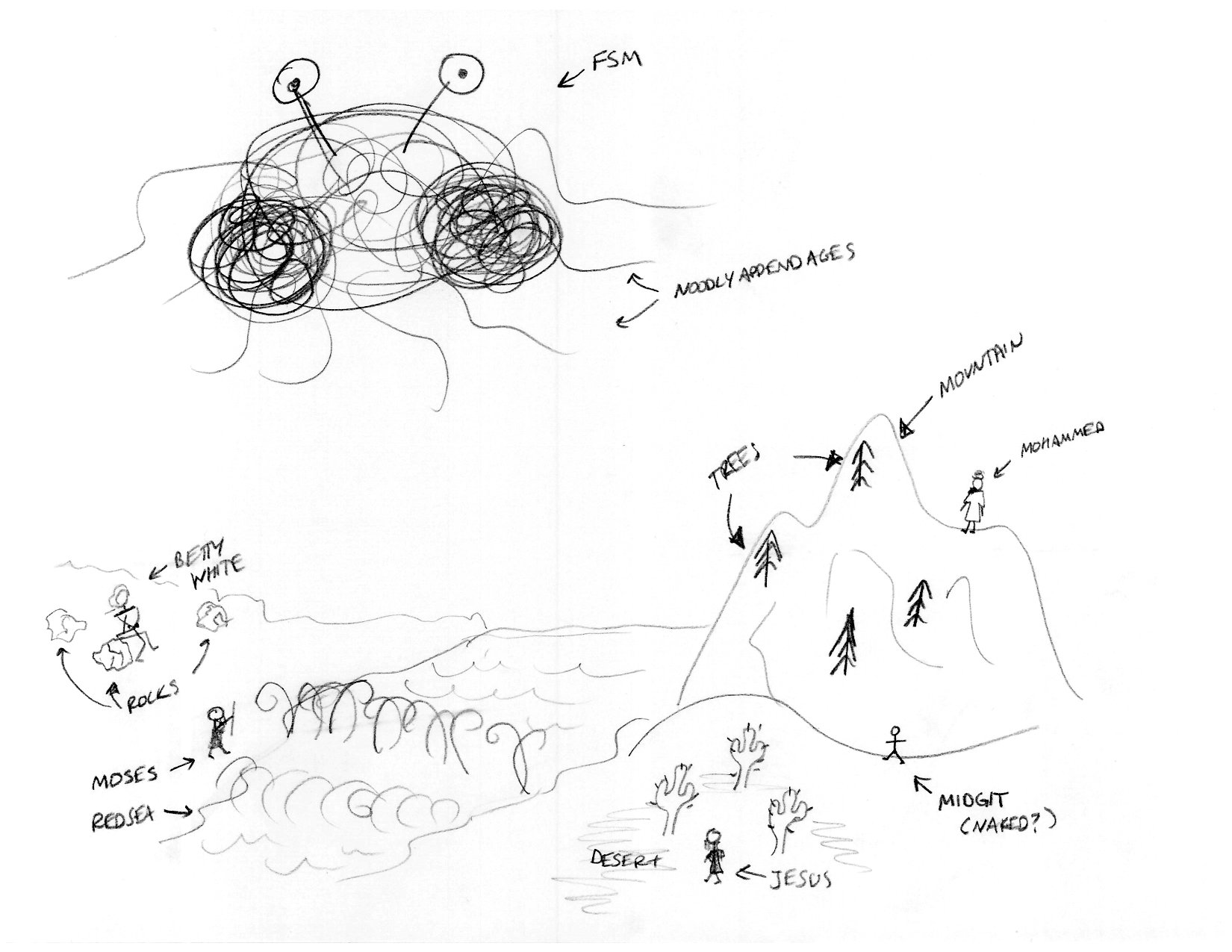
محمد به همراه عیسی و هیولای اسپاگتی پرنده.
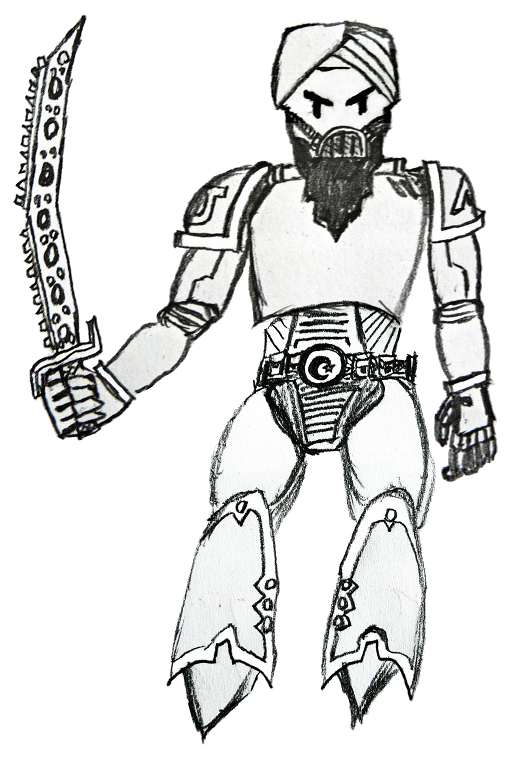
نقاشی از محمد به سبک اولترا مارینز از مجموعهٔ اسپیس مارینز.
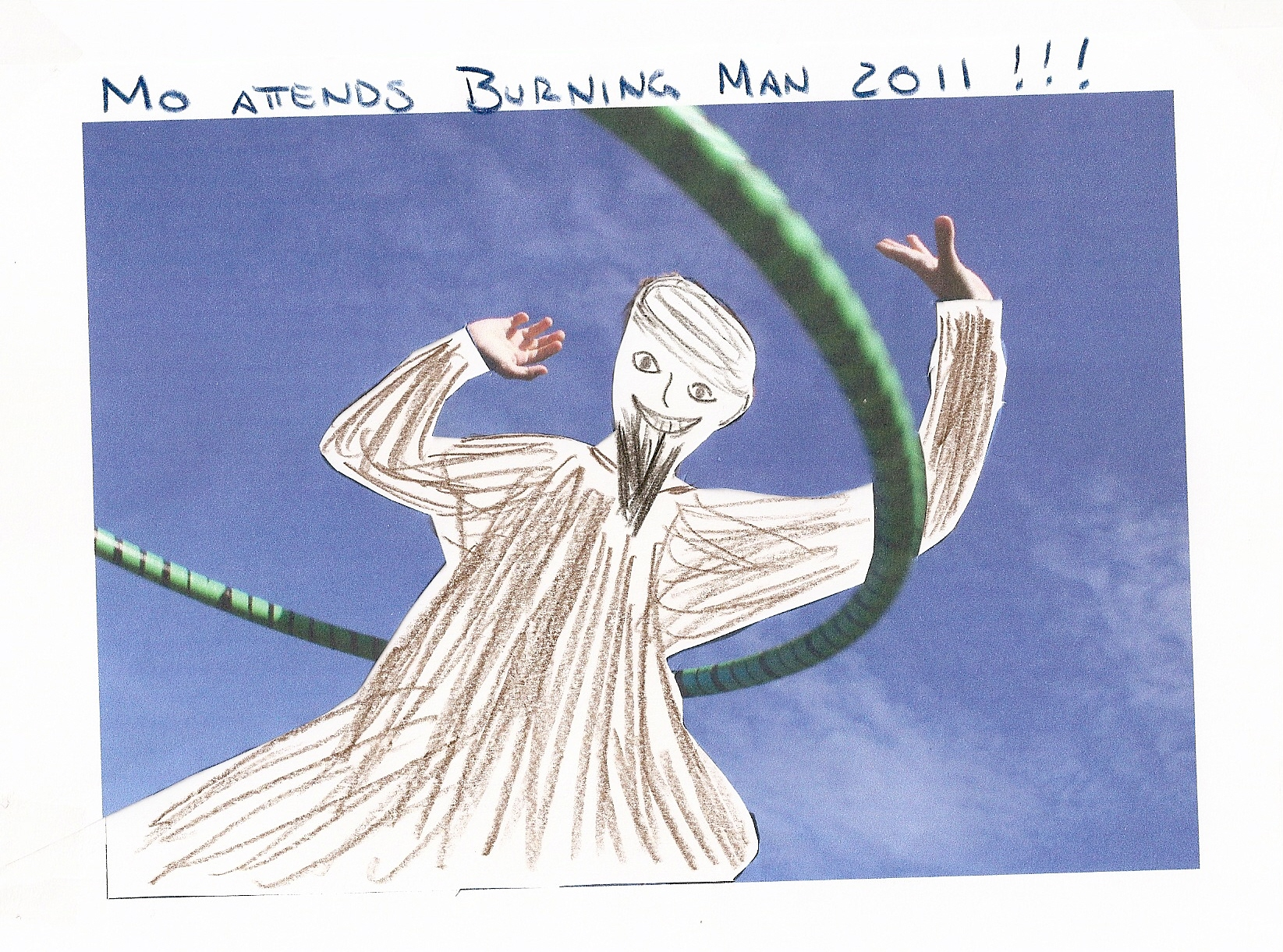
"برنینگ مو" ملهم از برنینگ من.
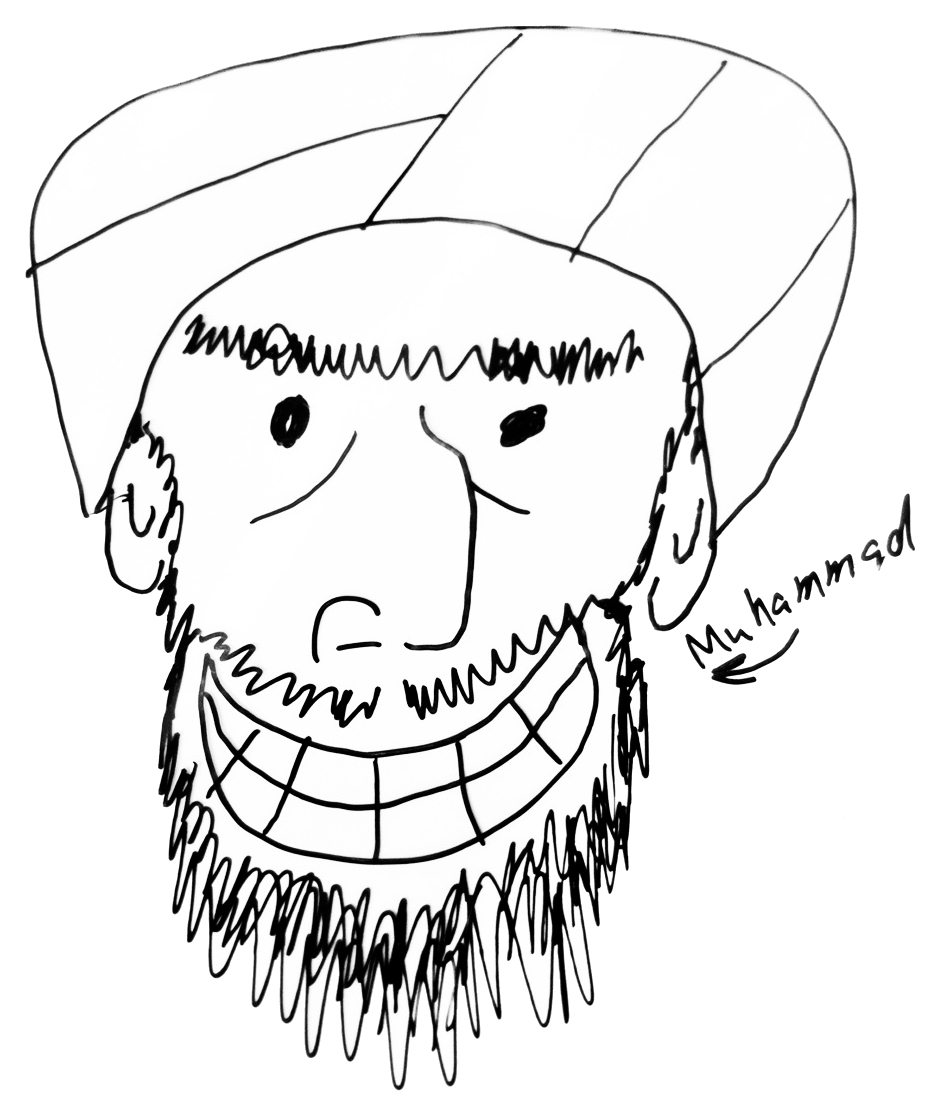
تصویری از محمد خلق‌شده توسط شخص گمنام از یورک، پنسیلوانیا.